# اتحادیه فوتبال سورینام
اتحادیه فوتبال سورینام (به انگلیسی: Surinamese Football Association) (هلندی: Surinaamse Voetbal Bond [ˌsy:riˈna:msə ˈvudbɑl ˌbɔnt]) نهاد حاکم فوتبال در سورینام است. این نهاد، سازماندهی سیستم لیگ فوتبال سورینام، جام سورینام، جام ریاست جمهوری سورینام، تیم ملی فوتبال سورینام، و تیم ملی فوتبال زنان سورینام را بر عهده دارد. این نهاد در پاراماریبو مستقر است و یکی از اعضای مؤسس کونکاکاف و یکی از اعضای فیفا است.
درست مانند کشورهای همسایه گویان فرانسه و گویان، سورینام عضو کنفدراسیون کونمبول آمریکای جنوبی نیست، بلکه به جای آن در کونکاکاف عضویت دارد که آمریکای شمالی، آمریکای مرکزی و دریای کارائیب را پوشش می‌دهد.